# Kontula Station
Kontula Station (finsk: Kontulan metroasema, svensk: Gårdsbacka metrostation) er en station på linje M2 på Helsinkis metro. 
Den ligger i bydelen Kontula i Øst-Helsinki. Stationen er tegnet af arkitektbureauet Toivo Karhunen og åbnede 1. november 1986.
Stationens indervægge er udsmykket med graffitikunst af Henry Pulla og Kimmo Hela-Aro.